# Langzhong
Langzhong (阆中市S, LàngzhōngP) è una città-contea della Cina, situata nella provincia di Sichuan e amministrata dalla prefettura di Nanchong, situata nella provincia nord-orientale del Sichuan, nel corso medio del fiume Jialing. La città ha una superficie di circa 1.878 chilometri quadrati e una popolazione residente di circa 623.000 a partire dal 2020.

## Etimologia dei luoghi
- Una prima spiegazione potrebbe essere: il nome della montagna. Xu Shen, "Shuowen Jiezi", "Lang, la porta è anche alta"; e Le Shi, "Taiping Huan Yu Ji", "Le sue montagne sono quattro nella contea, per questo si chiama Langzhong".
- La seconda spiegazione: il nome deriva dall'acqua. Nei Registri di Qiao Zhou di Ba, il nome deriva dal fatto che "Lang Shui è tortuoso e corre su tre lati della contea"; nel Vecchio Libro di Tang - Geografia, il nome deriva dal fatto che "Lang Shui è tortuoso e corre su tre lati della contea, quindi si chiama Langzhong";
- in terzo luogo, il nome deriva dalla visione generale del paesaggio e dalla situazione geografica. Langzhong County Zhi (edizione 1993): "Le montagne intorno a Langzhong hanno la forma di alte porte, da cui il nome Langshan; il fiume Jialing scorre attraverso la sezione di Langzhong, che anticamente si chiamava Langshui; e la città si chiama Langzhong perché è nel mezzo di Langshan e Langshui".
- Nel novembre 2006, Langzhong è stata identificata dall'Istituto delle Nazioni Unite per gli studi toponomastici come una contea millenaria del patrimonio culturale toponomastico cinese.

## Storia
Nell'undicesimo anno del secondo millennio del re Huiwen della dinastia Qin (314 a.C.), furono stabilite la contea di Ba e la contea di Langzhong, e la contea fu governata da Jiangzhou. La contea di Langzhong governa gli attuali Langzhong, Cangxi, Nanbu, Yilong, Peng'an, Xichong, Nanchong e il fiume Enyang a Bazhong, a ovest e a nord di Yuechi e a sud-est di Jiange. A nord di Jiameng (giurisdizione degli attuali Guangyuan, Jiange, Wangcang, Ningqiang, Zitong), a est di Dangqu (giurisdizione degli attuali Bazhong, Nanjiang, Tongjiang, Pingchang, Quxian, Yingshan, Guang'an, Neishui, Dazhu, Dazhou, Xuanhan, Chengkou, Wanyuan), a sud di Dianjiang (giurisdizione degli attuali Hechuan, Tongliang, Dazhu, Tongnan, Wusheng). All'inizio della dinastia Han a occidente, il Gaozu della dinastia Han si ricordò dei meriti di Ji Xin nell'ingannare Chu e An Han, e istituì la contea di An Han nella parte meridionale della contea di Langzhong, che era governata da Shunqing, Gaoping, Jialing, Pengan e Yuechi a ovest e a nord, e Xichong a sud. In seguito, l'area sotto la giurisdizione di Langzhong fu gradualmente ridotta.
Nel primo anno di Xingping della dinastia Han orientale (194), Zhao Anhan, un generale della parte orientale della città, voleva ottenere il nome di Ba e suggerì che la contea di Ba fosse divisa in tre contee, così Liu Zhang, il pastore di Yizhou, divise la contea di Ba in tre contee: Ba, Yongning e Guling. Nel sesto anno di Jian'an (201), Liu Zhang cambiò l'originale contea di Yongning in contea di Ba, l'originale contea di Guling in contea di Badong, e l'originale contea di Ba in contea di Baxi, che fu spostata a Langzhong. Da allora, Langzhong è stata una contea, uno stato, una prefettura e una capitale provinciale per molte generazioni, un centro politico ed economico e una città militare nel nord del Sichuan.
Nella dinastia Han a oriente, la contea governava otto contee: Langzhong, Anhan, Dianjiang, Dangqu, Xuanhan, Hanchang, Nanchongguo e Xichongguo. Durante i Tre Regni, la contea governava quattro contee, cioè Langzhong, Nanchongguo, Xichongguo e Anhan. Nella dinastia Jin occidentale, la contea aveva giurisdizione su dieci contee, cioè Langzhong, Cangxi, Zhigong, Hanchang, Xuanhan, Dangqu, Pingzhou, Anhan, Nanchongguo e Xichongguo. Nel periodo Cheng Han, il numero di contee sotto la giurisdizione della contea fu ridotto a Xuanhan e Dangqu. Dal 347 al 508, Langzhong fu la capitale della Prefettura Ba del Nord e della Contea Bashi del Nord nella Dinastia Liang del Sud. La Prefettura era governata da sei contee, cioè Bashi del Nord, Sud, Mulan, Jinqian, Palmtian e Baimaji Yang, e la Contea Bashi del Nord era governata da tre contee, cioè Langzhong, Hanchang e Hu Yuan.
Dall'anno dell'imperatore Gong della dinastia Wei occidentale (554) al terzo anno dell'imperatore Kaihuang della dinastia Sui (583), Langzhong fu la capitale della contea di Longzhou e Panlong. Nella dinastia Wei occidentale, la prefettura era governata da sei contee, ovvero Panlong, Xin'an, Nan Tangqu, Jinqian, Baima e Longcheng, mentre la contea di Panlong era governata da tre contee, ovvero Langzhong, Hanchang e Huyuan. Nella dinastia Zhou del Nord, lo stato governava quattro contee, cioè Panlong, Nan Tangqu, Jinqian e Baima, e le contee sotto la contea di Panlong rimasero invariate. Dal terzo anno di regno dell'imperatore Sui al terzo anno di Daye (607), Langnei (Langzhong) fu la sede di Longzhou, con Langnei, Nanan, Cangxi, Fengguo, Yilong, Dayin, Xishui, Jincheng, Nanchong e Xiangru dieci contee sotto la sua giurisdizione. Nel terzo anno di Daye, Longzhou fu riorganizzata come contea di Baxi. Nel primo anno della dinastia Tang (618), la contea di Baxi fu cambiata in Longzhou, e Langnei fu cambiata in Langzhong. Longzhou aveva 12 contee: Langzhong, Nanan, Cangxi, Fengguo, Yilong, Dayin, Nanchong, Xiangyu, Xishui, Jincheng, Xinjing e Sigong. Nel quarto anno di Wude, Nanchong e Xiangru appartenevano a Gozhou; Yilong e Dayin appartenevano a Pengzhou, e fu creata la contea di Xinzheng. Nel settimo anno di Wude, Sigong fu incorporato a Langzhong, e Longzhou aveva un totale di otto contee. Durante il regno dell'imperatore Gaozong della dinastia Tang, il re Lu Lingkui e il re Teng Yuanying furono successivamente nominati governatori di Longzhou. Yuan Ying pensava che gli edifici fossero umili, così li costruì in grande stile, ed erano splendidi come il palazzo, chiamato Long Yuan. Nel 713, per evitare il tabù dell'imperatore Xuanzong, Longzhou fu cambiato in Langzhou, e anche Longyuan fu cambiato in Langyuan. Nel primo anno della dinastia Tang (742), il nome di Langzhou fu cambiato in contea di Langzhong. Nel primo anno del regno dell'imperatore Tang (758), la contea di Langzhong fu nuovamente cambiata in Langzhou. Più tardi, fino al 13º anno della dinastia Yuan (1276), Langzhong fu la sede di Langzhou. Nelle Cinque Dinastie, la successiva dinastia Tang istituì l'Esercito Po Ning a Langzhou nel 929, e nella dinastia Song settentrionale fu istituito l'Esercito An De. Dal primo anno della dinastia Tang al quarto anno della dinastia Northern Song (1071), Langzhou governò nove contee: Langzhong, Nanan, Cangxi, Xishui, Xinjing, Jin'an, Xinzheng, Fengguo e Zhiping, e nel quarto anno della dinastia Xining, Jin'an fu salvato in Xishui e Zhiping fu salvato in Fengguo.
Dal tredicesimo anno della dinastia Yuan all'inizio della Repubblica cinese, Langzhou fu governata dalla prefettura di Pauling. Nel 13º anno della dinastia Yuan (1276), Langzhou divenne provincia di Po Ning e fu governata dalla contea di Langzhong, che era subordinata a Guangyuan Road, con le contee di Langzhong, Cangxi e Nanan sotto la sua giurisdizione. Nel quarto anno del regno dell'imperatore Ming Hongwu (1371), Langzhou era direttamente sotto il Sichuan, ancora governato dalla contea di Langzhong, con Langzhong, Cangxi, Nanbu, Guangyuan, Zhahua, Jianzhou (sotto la giurisdizione di Zitong) e Bazhou (sotto la giurisdizione di Tongjiang e Nanjiang). Nel 1727, Zitong fu trasferito alla prefettura di Miangyang, ma il resto rimase invariato. Dal 1371 al 1644 e dal 1651 al 1916, Chuanbei Dao (cambiato in Jialing Dao nel secondo anno della Repubblica di Cina) governò anche Langzhong. Durante la dinastia Ming, una sotto-pattuglia del Sichuan settentrionale fu istituita a Langzhong. Nella dinastia Qing, c'era la strada di sicurezza militare di Chuanbei e l'ufficio militare generale della città di Chuanbei. Durante il periodo Shunzhi della dinastia Qing, il governo provinciale temporaneo del Sichuan fu istituito a Langzhong per più di dieci anni, e il governatore del Sichuan, il governatore e il funzionario imperiale supervisore erano tutti di stanza a Langzhong, e le quattro materie degli esami di borgata erano tenute qui. Durante la dinastia Yuan, la prefettura di Po Ning governava le contee di Langzhong, Cangxi e Nan Nan. Nella dinastia Ming, la provincia governava otto contee, cioè Langzhong, Cangxi, Nanbu, Guangyuan, Zhahua, Jianzhou, Tongjiang, Zitong, Bazhou e Nanjiang. Nella dinastia Qing, la provincia di Chuanbei era sotto la giurisdizione della prefettura di Baoning, della prefettura di Shunqing e della prefettura di Tongchuan, con un totale di venticinque contee e stati. All'inizio della Repubblica di Cina, Chuanbei Road (Jialing Road) aveva giurisdizione su Langzhong, Cangxi, Nanan, Guangyuan, Zhahua, Jiange, Tongjiang, Nanjiang, Bazhong, Yingshan, Pengan, Yilong, Lishui, Yuechi, Guang'an, Nanchong, Xichong, Santai, Shehong, Zhongjiang, Yanting, Suining, Pengxi, Anyue County, Lezhi e Tongnan, un totale di ventisei contee. Dal 1933 al 1935, la Quarta Armata del Fronte dell'Armata Rossa dei Lavoratori e dei Contadini cinesi ha combattuto per tre anni a Langzhong, istituendo il Dipartimento Politico Generale dell'Armata del Fronte e il Dipartimento Militare della 33ª Armata nella contea, e successivamente stabilendo il Governo Sovietico della Contea di Langnan, della Contea di Langzhong e della Città di Zongfa a Langzhong.
Nel giugno 1984, il governo del popolo della provincia del Sichuan approvò Langzhong come città storica, e nel dicembre 1986, il Consiglio di Stato approvò Langzhong come famosa città storica e culturale cinese. Nel gennaio 1991, il Consiglio di Stato approvò l'abolizione di Langzhong come contea e la creazione di una città, e nell'agosto 1993, Langzhong fu elencata come comune provinciale e posta sotto l'amministrazione della città di Nanchong.

## Geografia fisica
L'intera antica città di Langzhong si trova nella parte settentrionale del bacino del Sichuan, nel medio corso del fiume Jialing. Si trova tra le longitudini 105°41′ e 106°24′ Est e le latitudini 31°22′ e 31°51′ Nord. È vicina alle contee di Bazhong e Yilong a est, collegata alla contea di NanNan a sud, alla contea di Jiange a ovest e alla contea di Cangxi a nord. Langzhong si trova nella zona di transizione dalla zona collinare del Sichuan centrale alla zona di bassa montagna del Sichuan settentrionale. Tutta l'area è alta a nord e a ovest ed è bassa a sud e al centro, con un terreno simile a un trogolo a coda di rondine e terrazze a più livelli, con un'altitudine da 328 a 888,8 metri. Le basse colline, le alte colline e le medie colline rappresentano il 92% della superficie, le basse colline e le dighe piane rappresentano il 6,31% e le acque rappresentano l'1,69%.
Catena montuosa di Langzhong. La catena montuosa di Langzhong è divisa tra l'est e l'ovest del fiume Jialing, con la catena montuosa Daba a est del fiume Jialing e la catena montuosa Jianmen a ovest del fiume Jialing. Le montagne appartenenti alla catena montuosa Daba includono il monte Panglong, il monte Fang, il monte Longshan e il monte Dayi; le montagne appartenenti alla catena montuosa Jianmen includono il monte Daluo, il monte Xiangui e i loro rami secondari.

### Risorse fisiche
Langzhong ha una terra fertile, un clima mite, abbondanti precipitazioni e soleggiato in maniera moderata, con un clima subtropicale monsonico, ricco di flora e fauna e di varie risorse naturali. Le colture alimentari sono abbondanti in riso, grano, mais, grano cama e fagioli; le colture in contanti sono principalmente cotone, olio di colza, arachidi ed erbe medicinali; olio di palma, mandarino, pera, pesca, prugna e albicocca sono anche abbondanti; l'allevamento del bestiame comprende bozzoli, maiali, bovini, pecore, polli, anatre e pesce come prodotti di massa; le specie di alberi della foresta includono cipresso, abete, olmo, salice, mirto e altre 60 specie e 120 generi, con un totale di oltre 400 specie, e il tasso di copertura della foresta della città raggiunge 40.1%.
Langzhong è stata identificata dallo stato e dalla provincia del Sichuan come una base di produzione di grano commerciale, maiali magri da commercio, bachi da seta, cotone, olio di tung e foreste a crescita rapida. Ci sono zone tettoniche di petrolio e gas come Tangshan Dome, Shilong Dome, Yilong Backslope, Tumen Field Backslope e Shuanghe Field Backslope, con riserve di petrolio di circa 20 milioni di tonnellate e riserve di gas naturale di circa 2 miliardi di metri cubi, di cui petrolio e gas sono stati parzialmente sfruttati nella zona tettonica Shilong Dome. Altre risorse minerali includono principalmente oro alluvionale, uranio, sabbia di quarzo, ecc.

### Risorse idriche
Langzhong è piena di ruscelli e fossati ed è ricca di risorse idriche. Ci sono il fiume Jialing, il fiume Est, il fiume Guoxi, il fiume Ovest, la fossa Baixi e altri 169 ruscelli e canali che confluiscono nel fiume Jialing al centro da est e da ovest, e ci sono più di 6.400 grandi e piccoli progetti di conservazione dell'acqua. Il deflusso annuale è più di 600 milioni di metri cubi, e il volume di transito annuale di "un fiume e quattro fiumi" è di 24,9 miliardi di metri cubi, con una riserva d'acqua sotterranea di 58,33 milioni di metri cubi all'anno e una riserva teorica di energia idroelettrica di 230.000 kilowatt. Dieci centrali idroelettriche di piccole e medie dimensioni sono state costruite negli affluenti del fiume Jialing, con una capacità di produzione di energia annuale di 53.77 GWh.

### Risorse naturali della montagna
Abbondanti risorse della montagna sterile. La città ha 1,89 milioni di mu (unità di misura cinese equivalente al metro quadrato) di terra non coltivabile, il 60% dei quali sono colline e spiagge sterili, che sono adatti al trattamento e alla trasformazione per sviluppare vari tipi di industrie di allevamento e crescita con prospettive di mercato.

### Clima
Dati meteorologici della città di Langzhong in ordine cronologico (dal 1981 al 2010)
Mesi: Gennaio Febbraio Marzo Aprile Maggio Giugno Luglio Agosto Settembre Ottobre Novembre Dicembre
Temperatura massima annuale storica °C (°F) 20.8(69.4) 23.6(74.5) 31.1(88.0) 34.9(94.8) 36.4(97.5) 36.3(97.3)	39.6(103.3) 40.6(105.1) 37.9(100.2) 31.3(88.3) 26.9(80.4) 18.6(65.5) 40.6(105.1)
Temperatura alta media °C (°F) 9.7(49.5) 12.2(54.0) 16.8(62.2) 22.4(72.3) 26.9(80.4) 29.1(84.4) 31.3(88.3) 31.3(88.3) 26.5(79.7) 21.2(70.2) 16.4(61.5) 10.7(51.3) 21.2(70.2)
Temperatura media giornaliera °C (°F) 6.1(43.0) 8.4(47.1) 12.3(54.1) 17.3(63.1) 21.8(71.2) 24.6(76.3) 26.7(80.1) 26.3(79.3) 22.2(72.0) 17.2(63.0) 12.4(54.3) 7.4(45.3) 16.9(62.4)
Temperatura media bassa °C (°F) 3.6(38.5) 5.6(42.1) 8.9(48.0) 13.4(56.1) 17.7(63.9) 20.9(69.6) 23.2(73.8) 22.8(73.0) 19.3(66.7) 14.6(58.3) 9.7(49.5) 5.1(41.2) 13.7(56.7)
Record di bassa temperatura °C (°F) -2.5(27.5) -1.7(28.9) -0.9(30.4) 4.0(39.2) 10.0(50.0) 14.3(57.7) 17.4(63.3) 17.0(62.6) 13.3(55.9) 2.6(36.7) 0.7(33.3)	-3.4(25.9) -3.4(25.9)
Precipitazioni medie in mm (pollici) 13.4(0.53) 16.2(0.64) 28.5(1.12) 63.1(2.48) 114.4(4.50) 148.8(5.86) 208.1(8.19)	195,1(7,68) 134,7(5,30) 61,0(2,40) 30,7(1,21) 12,8(0,50) 1.026,8(40,41)
Umidità relativa media (%) 79 76 73 72 71 77 80 78 82 82 81 81 78
Fonte: China Meteorological Data Website

## Geografia antropica

### Suddivisioni amministrative
La città di Langzhong ha sotto la sua giurisdizione 5 uffici stradali, 19 città, 3 borgate e 1 borgata etnica.
Baoning Street, Shaxi Street, Qili Street, Jiangnan Street, Hexi Street, Pengcheng Town, Baiya Town, Feifeng Town, Siyi Town, Wencheng Town, Erlong Town, Shitan Town, Lao Guan Town, Longquan Town, Qianfo Town, Wang Ya Town, Miao Gao Town, Hongshan Town, Shui Guan Town, Jin Ya Town, Yutai Town, Mulan Town, Wuma Town, Tian Gong Town, Qiaolou Township, Boshu Hui Township, Fengzhan Township e Hefeng Township.

## Infrastrutture e trasporti
La Guangnan Expressway e la ferrovia Lanzhou-Yu, l'autostrada nazionale 212 e l'autostrada nazionale 347 passano attraverso la città. Progetto di drenaggio del fiume Jialing e aeroporto di Langzhong.

## Economia
La situazione economica di Langzhong non è ideale a causa del traffico con tratte chiuse e altre ragioni correlate. Soprattutto dopo il 1997, lo sviluppo economico di Langzhong è stato in grande difficoltà perché la città surrogata superiore era in stato di agitazione per la promozione di Langzhong e l'ha spremuto a livello politico. Dopo il 2003, il governo della città di Langzhong ha avanzato il concetto strategico di sviluppo della città attraverso il turismo, e ha chiesto risorse vantaggiose alle industrie tradizionali. Nel 2007, la città di Langzhong è stata indicata come una delle prime città pilota della provincia del Sichuan per espandere il suo potere e rafforzare le sue contee, ed è stata separata finanziariamente da Nanchong. Nel 2010, Langzhong ha raggiunto un PIL di 9,5 miliardi di yuan e un gettito fiscale totale di 2,76 miliardi di yuan, tra cui un gettito fiscale locale per categoria di bilancio generale di 310 milioni di yuan, con un aumento del 31,4% anno per anno, sfiorando per la prima volta i 300 milioni di yuan; entro il 2012, il PIL di Langzhong ha raggiunto 14,5 miliardi di yuan. Sono state accolte nuove opportunità di sviluppo economico con il miglioramento della costruzione delle infrastrutture e dell'ambiente di investimento di Langzhong, l'apertura dell'autostrada Guangnan e della ferrovia Lanzhou-Chongqing, così come il progetto di canalizzazione del fiume Jialing e il rinnovo dell'aeroporto di Langzhong.

### Economia agricola
Langzhong ha una popolazione agricola di oltre 600.000 persone, e l'agricoltura ha sempre svolto un ruolo importante e fondamentale nell'economia nazionale. Langzhong è stata elencata come una contea chiave nazionale per la riduzione della povertà e per la creazione di lavoro, attirando alcuni fondi per la riduzione della povertà.

#### Specialità
Le specialità includono il vino pressato Pauling, la seta, l'aceto Pauling, il manzo essiccato, il semolino e i panini al vapore con zucchero bianco. Tra questi la seta è stata tessuta per più di 2.000 anni, mentre l'aceto Pauling è uno dei quattro aceti famosi in Cina.

### Economia individualista
Langjiakuan Langzhong ha una piccola economia individuale relativamente attiva. Il centro commerciale della città antica ha il punto di raccolta intorno alla Piazza del Popolo. Per esempio, la piazza Dongfang, Taiping City Street e Langjiakou Street formano una zona commerciale dove si vendono principalmente vestiti. Intorno al mercato Ba Du c'è il mercato dei materiali da costruzione di Langzhong. Lungo il fiume, le case da tè, la birra notturna e i ristoranti sul lungofiume sono abbastanza moderni.

## Economia industriale
Langzhong ha una lunga storia industriale, con la seta, la filatura del cotone e la produzione di birra come industrie tradizionali. Durante la dinastia Tang, la seta di Langzhong era un omaggio al palazzo. Nella dinastia Qing, Langzhong era una delle cinque principali aree di produzione della seta nel Sichuan. L'aceto di Bao Ning ha vinto la medaglia d'oro all'"Esposizione Universale del Pacifico" a Panama nel quarto anno della Repubblica di Cina, ed è ora uno dei quattro aceti famosi in Cina. Dopo la liberazione, le produzioni industriali sono aumentate, la struttura industriale è diventata sempre più ragionevole e la varietà dei prodotti è aumentata gradualmente. La città ha ora formato una struttura industriale con le quattro grandi industrie di trasformazione alimentare, industria leggera e tessile, medicina e industria chimica, idroelettrica ed energia come pilastri e sette grandi industrie di macchinari, seta, cuoio, imballaggio, energia, industria chimica e arti e mestieri come fulcro. Nella prima metà del 2006, il valore totale della produzione industriale della città sopra la scala ha superato 1,9 miliardi di yuan. Il Comitato Comunale del Partito e le "Opinioni sul rafforzamento dell'industria" del Governo Comunale ha affermato le seguenti parole: ''aumenteremo la forza dell'innovazione istituzionale, scientifica e tecnologica e di gestione, accelereremo l'aggiustamento strategico dell'industria e della struttura del prodotto, espanderemo, aggiorneremo, rinnoveremo, rivitalizzeremo e assumeremo un certo numero di imprese, ci concentreremo sulle imprese chiave come la centrale elettrica Jinyintai, la centrale elettrica Shaxi, l'aceto Bao Ning, il manzo Zhang Fei, la farmaceutica Bao Ning, il cibo Hongyu, il tappeto Yinhe, il tessuto Hualan, la pelle Siwei, ecc, prenderemo l'iniziativa di partecipare alla competizione interregionale e prenderemo misure straordinarie per mantenere una velocità di sviluppo dell'industria, e ci impegneremo per classificarci tra le prime 30 della provincia in termini di valore aggiunto industriale entro cinque anni''.

## Cultura

### Istruzione
Langzhong è una città a livello di contea e, come molti altri luoghi, non ha istituzioni di istruzione superiore, ma ci sono alcune scuole professionali intermedie e regolari scuole primarie e secondarie, come la Sichuan Langzhong Middle School, la Sichuan Langzhong Normal School e la Sichuan Langzhong Dongfeng Middle School.La scuola media di Langzhong nella provincia del Sichuan[1] (pagina archiviata per il backup in Internet Archive) è una scuola superiore generale modello nazionale, la scuola normale di Langzhong nella provincia del Sichuan[2] (pagina archiviata per il backup in Internet Archive) è una scuola secondaria professionale chiave nazionale, e la scuola media di Langzhong Dongfeng nella provincia del Sichuan[3] è una scuola superiore generale modello provinciale del Sichuan.

## Cultura e turismo

### Unità di protezione dei beni culturali

#### Unità di protezione dei beni culturali chiave nazionale
Langzhong ha conservato orme di quartieri storici, paragonabili a Pingyao nel nord e Lijiang nel sud tra le città antiche in Cina, e ora ci sono 8 unità di protezione delle reliquie culturali chiave nazionale a Langzhong. Ci sono più di 200 edifici antichi delle dinastie Tang, Song, Yuan, Ming e Qing nella città, così come migliaia di reliquie culturali mobili. Tra questi c'è la Han Huanhou Ancestral Hall, uno dei due tumuli di Zhang Fei, un famoso generale dei Tre Regni. Zhang Fei fu di stanza qui per sette anni dopo essere entrato nel Sichuan con Liu Bei. Dopo la sua morte, il suo torso fu sepolto a Langzhong, mentre la sua testa fu sepolta a Yunyang, Chongqing.Ci sono 8 unità di protezione delle reliquie culturali chiave nazionali: Zhang Huanhou Ancestral Hall, Langzhong Yong'an Temple, Wulong Temple Wenchang Pavilion, Yutai Mountain Stone Pagoda, Langzhong Guanyin Temple, Baba Temple, Chuanbei Dao Gongyuan e Dazhishan Cliff Statue.

#### Unità di protezione dei beni culturali chiave provinciale
22 unità provinciali di protezione delle reliquie culturali: Huaguanglou, Yuanjue Temple Hall, Tianguanyuan, Langzhong Mosque, Gospel Hall, Shaanxi Hall, Dujia Inn, Langzhong Wenpen Pagoda, Shaojiawan Tomb Group, Zhujiashan Pingshang Site, l'ex sito del Comitato CPC Langnan County, Wangjialou, l'ex sito del Dipartimento politico generale del quarto fronte dell'esercito a Langzhong, Reading Rock Carvings, Leishen Cave Cliff Statue, Niuwang Cave Cliff Statue, Shiguro Guan Cliff Statue, Langzhong Ancient City Ancient Architecture Group, Lingshan Site, Langzhong Jinglan Yuan, Langzhong Temple of Literature, Yutai Huguang Hall.

### Religione
Storicamente, Langzhong è stato anche un centro di propagazione religiosa, e la sua cultura religiosa ha una storia lunga. Dalle dinastie Han e Tang, il taoismo, il buddismo e l'islam sono stati introdotti a Langzhong, e più tardi, il cristianesimo e il cattolicesimo sono arrivati uno dopo l'altro, e i credenti hanno costruito qui templi e chiese, costituendo una linea di paesaggio nella Langzhong multiculturale. La Santa Moschea e il Tempio di Baba dell'Islam, la Chiesa Cattolica della Reliquia, la più grande chiesa cristiana del sud-ovest - la Chiesa Evangelica di Langzhong, così come il Tempio Yuntai del Taoismo, la Sala Ancestrale di Lu Zu e la Grotta degli Otto Immortali, e il Tempio Dafo del Buddismo, il Tempio Guanyin, il Tempio Yong'an, il Tempio Wulong, il Tempio Yuanjue, il Tempio dei Mille Buddha, il Tempio Changqing e Jingsheng An, tutti hanno una ricca connotazione culturale. Il fondatore del taoismo, Zhang Daoling, scrisse qui 24 libri sul taoismo, e c'erano molti templi taoisti sparsi tra la gente prima della creazione della terraferma nel 1949. Lü Dongbin è venuto qui per visitare e praticare il taoismo. Il Tempio di Baba, una moschea con una storia di oltre 300 anni, è custodito da un imam ed è un luogo sacro dell'Islam. È raro nel paese che in una contea ci siano così tante reliquie religiose e culturali concentrate in un solo luogo.

### Arte
Langzhong ha una cultura popolare colorata. I 'bastoni del denaro' (porta-fortuna) che fanno battere il cuore, i giochi di lanterna semplici e cordiali, le lanterne delle mucche Taiping, le marionette di carta tagliata e le ombre del nord del Sichuan, l'opera Langzhong Nuo, che è considerata un fossile vivente del teatro, e le belle canzoni di montagna (l'eredità e lo sviluppo delle canzoni di montagna a Langzhong sono state compilate principalmente dal signor Peng Changming negli anni '50 e '60, e le canzoni di montagna, soprattutto "Hanging Clothes", sono i capolavori di Peng, che sono stati selezionati per i libri di testo del conservatorio di musica). La cultura popolare della città è un magnifico corridoio di canzoni popolari, canzoni di rammendo, intriganti canzoni dell'opera del Sichuan, commenti di case da tè e così via. La città di Laoguan nella città di Langzhong è conosciuta come il nido dell'opera delle lanterne del Sichuan settentrionale, e il Chuanbei Wang Piying è un patrimonio culturale immateriale nazionale.

## Riferimenti
^ Valori mensili dei valori standard del clima del suolo in Cina (1981-2010). China Meteorological Data Network. Meteorological Data Center, China Meteorological Administration. (Contenuto originale archiviato il 2017-09-23). ^ Codici di distretto e codici di divisione urbana-rurale per uso statistico nel 2020: Langzhong City. Ufficio Nazionale di Statistica della Repubblica Popolare Cinese. 2021.